# Grande Prêmio da Áustria de 1972

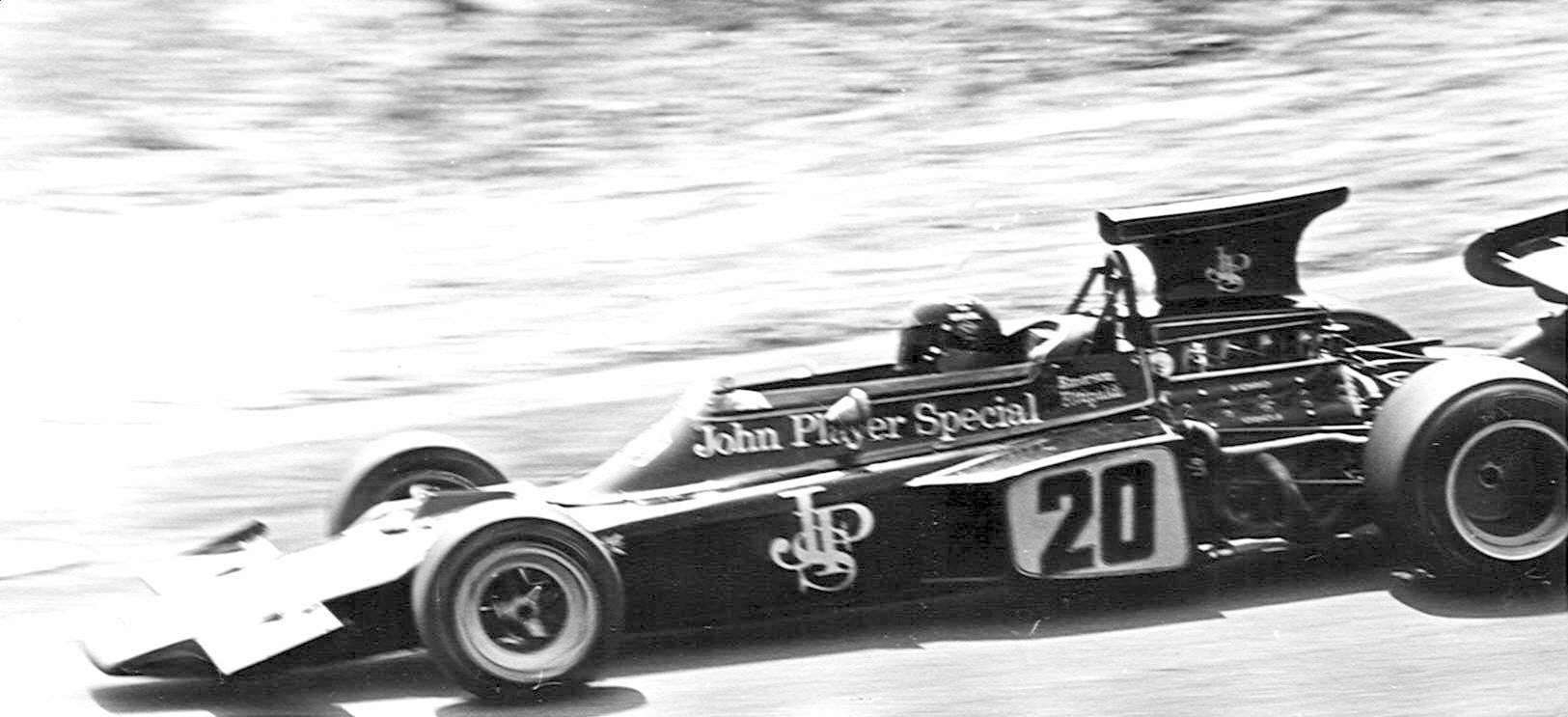
Emerson Fittipaldi treinando; ele ganhou na Áustria usando o carro sobressalente da Lotus, identificado pelo número 31.

Resultados do Grande Prêmio da Áustria de Fórmula 1 realizado em Österreichring em 13 de agosto de 1972. Nona etapa da temporada, foi vencido pelo brasileiro Emerson Fittipaldi, da Lotus-Ford, que subiu ao pódio ladeado por Denny Hulme e Peter Revson, pilotos da McLaren-Ford.

## Resumo
Diante do resultado, Emerson Fittipaldi precisa apenas de um quarto lugar na próxima etapa para ser campeão do mundo.

## Classificação da prova
| Pos.   | Nº | Piloto               | Construtor     | Voltas | Tempo/Diferença        | Grid | Pontos |
| ------ | -- | -------------------- | -------------- | ------ | ---------------------- | ---- | ------ |
| 1      | 31 | Emerson Fittipaldi   | Lotus-Ford     | 54     | 1:29:16.66             | 1    | 9      |
| 2      | 12 | Denny Hulme          | McLaren-Ford   | 54     | + 1.18                 | 7    | 6      |
| 3      | 14 | Peter Revson         | McLaren-Ford   | 54     | + 36.53                | 4    | 4      |
| 4      | 25 | Mike Hailwood        | Surtees-Ford   | 54     | + 44.76                | 12   | 3      |
| 5      | 10 | Chris Amon           | Matra          | 54     | + 45.64                | 6    | 2      |
| 6      | 9  | Howden Ganley        | BRM            | 54     | + 1:01.19              | 10   | 1      |
| 7      | 1  | Jackie Stewart       | Tyrrell-Ford   | 54     | + 1:09.09              | 3    |        |
| 8      | 7  | Jean-Pierre Beltoise | BRM            | 54     | + 1:21.45              | 21   |        |
| 9      | 2  | François Cevert      | Tyrrell-Ford   | 53     | + 1 volta              | 20   |        |
| 10     | 4  | Niki Lauda           | March-Ford     | 53     | + 1 volta              | 22   |        |
| 11     | 24 | Tim Schenken         | Surtees-Ford   | 52     | + 2 voltas             | 8    |        |
| 12     | 5  | Ronnie Peterson      | March-Ford     | 52     | + 2 voltas             | 11   |        |
| 13     | 6  | Peter Gethin         | BRM            | 51     | + 3 voltas             | 16   |        |
| 14     | 11 | Andrea de Adamich    | Surtees-Ford   | 51     | + 3 voltas             | 13   |        |
| 15     | 27 | Rolf Stommelen       | Eifelland-Ford | 48     | Motor                  | 17   |        |
| NC     | 23 | José Carlos Pace     | March-Ford     | 46     | Não classificado       | 18   |        |
| NC     | 15 | Nanni Galli          | Tecno          | 45     | Vazamento de óleo      | 23   |        |
| Ret    | 16 | Graham Hill          | Brabham-Ford   | 36     | Injeção                | 14   |        |
| Ret    | 28 | Wilson Fittipaldi    | Brabham-Ford   | 31     | Freios                 | 15   |        |
| Ret    | 3  | Mike Beuttler        | March-Ford     | 24     | Sistema de combustível | 24   |        |
| Ret    | 29 | François Migault     | Connew-Ford    | 22     | Suspensão              | 25   |        |
| Ret    | 18 | Jacky Ickx           | Ferrari        | 20     | Sistema de combustível | 9    |        |
| Ret    | 17 | Carlos Reutemann     | Brabham-Ford   | 14     | Injeção                | 5    |        |
| Ret    | 19 | Clay Regazzoni       | Ferrari        | 13     | Sistema de combustível | 2    |        |
| Ret    | 21 | Dave Walker          | Lotus-Ford     | 6      | Motor                  | 19   |        |
| DNS    | 22 | Henri Pescarolo      | March-Ford     |        | Acidente               |      |        |
| Fonte: |    |                      |                |        |                        |      |        |

## Tabela do campeonato após a corrida
|   | Pos. | Piloto             | Pontos |
| - | ---- | ------------------ | ------ |
|   | 1    | Emerson Fittipaldi | 52     |
|   | 2    | Jackie Stewart     | 27     |
| 1 | 3    | Denny Hulme        | 27     |
| 1 | 4    | Jacky Ickx         | 25     |
| 1 | 5    | Peter Revson       | 14     |

|   | Pos. | Construtor   | Pontos |
| - | ---- | ------------ | ------ |
|   | 1    | Lotus-Ford   | 52     |
| 2 | 2    | McLaren-Ford | 35     |
| 1 | 3    | Tyrrell-Ford | 33     |
| 1 | 4    | Ferrari      | 29     |
|   | 5    | BRM          | 13     |

- Nota: Somente as primeiras cinco posições estão listadas. A temporada de 1972 foi dividida em dois blocos de seis corridas onde cada piloto descartaria um resultado. Neste ponto esclarecemos: na tabela dos construtores figurava somente o melhor resultado dentre os carros do mesmo time.